# Handboll vid olympiska sommarspelen 2008
Handbollsturneringen vid olympiska sommarspelen 2008 spelades mellan 9 och 24 augusti 2008. Gruppspel och kvartsfinaler spelades i Olympiska sportarenan. Semifinaler, finaler och placeringsmatcher spelades i Nationella inomhusstadion.

## Arenor
- Olympic Sports Centre Gymnasium – alla gruppspelsmatcher.
- Nationella inomhusstadion – alla slutspelsmatcher.

## Medaljfördelning
| Gren                            | Guld | Silver | Brons |
| Damernas turnering Detaljer...  | Norge Kari Aalvik Grimsbø Katja Nyberg Ragnhild Aamodt Gøril Snorroeggen Else Marthe Sørlie Lybekk Tonje Nøstvold Karoline Dyhre Breivang Kristine Lunde Gro Hammerseng Kari Mette Johansen Marit Malm Frafjord Tonje Larsen Katrine Lunde Haraldsen Linn-Kristin Riegelhuth | Ryssland Inna Suslina Irina Poltoratskaja Oksana Romenskaja Ljudmila Postnova Anna Kareva Ekaterina Andryjusjina Jana Uskova Elena Polenova Emilija Turej Natalija Sjipilova Marija Sidorova Ekaterina Marennikova Elena Dmitrijeva Irina Bliznova                                                         | Sydkorea Oh Yong-ran Kim O-na Huh Soon-young Song Hai-rim Kim Nam-sun Kim Cha-youn Oh Seong-ok Hong Jeong-ho Park Chung-hee Lee Min-hee An Jung-hwa Bae Min-hee Choi Im-jeong Moon Pil-hee                                   |
| Herrarnas turnering Detaljer... | Frankrike Jérôme Fernandez Didiert Dinard Cédric Burdet Guillaume Gille Bertrand Gille Daniel Narcisse Olivier Girault Daouda Karaboué Nikola Karabatić Christophe Kempe Thierry Omeyer Joël Abati Luc Abalo Michaël Guigou Cédric Paty                                      | Island Björgvin Páll Gustavsson Logi Geirsson Sigfús Sigurðsson Ásgeir Örn Hállgrimsson Arnór Atlason Guðjón Valur Sigurðsson Snorri Steinn Guðjónsson Ólafur Stefánsson Sturla Ásgeirsson Alexander Petersson Hreiðar Levy Guðmundsson Sverre Andreas Jakobsson Róbert Gunnarsson Ingmundur Ingimundarson | Spanien José Javier Hombrados Alberto Entrerríos Albert Rocas Raúl Entrerríos Rubén Garabaya Carlos Prieto Jon Belaustegui Demetrio Lozano David Davis David Barrufet Juan García Iker Romero Cristian Malmagro Víctor Tomás |

## Deltagande nationer

### Herrar

#### Grupp A
- Brasilien
- Kina
- Kroatien
- Frankrike
- Polen
- Spanien

#### Grupp B
- Danmark
- Egypten
- Tyskland
- Island
- Ryssland
- Sydkorea

### Damer

#### Grupp A
- Angola
- Kina
- Frankrike
- Kazakstan
- Norge
- Rumänien

#### Grupp B
- Brasilien
- Tyskland
- Ungern
- Ryssland
- Sydkorea
- Sverige